# Vladimír Šmicer
Vladimír Šmicer (Děčín, República Checa; 24 de mayo de 1973) exfutbolista de nacionalidad checa. Su primer y último equipo fue el Slavia Praga. Jugó, además, en la Premier League y en la Ligue 1 de Francia. Jugaba de mediapunta.
También destacó como integrante de la selección checa, donde consiguió un subcampeonato en la Eurocopa 1996 de Inglaterra.

## Trayectoria
Sus comienzos en el fútbol fueron en el Slavia Praga, equipo en el que comenzó a destacar.
En la campaña 1996/97 fichó por el Racing Lens francés, equipo con el que consiguió ganar la liga en la temporada siguiente, título de liga que fue el primero y, hasta ahora, único del club.
En 1999 ficharía por el club donde conseguiría sus tiunfos más importantes, el Liverpool. Allí coincidiría durante algunas temporadas con dos compatriotas suyos, Patrik Berger y Milan Baroš.
Con los Reds consiguió ganar los 2 grandes trofeos continentales, la Copa de la UEFA de 2001 y la Champions League 2005. Ese año abandonó el club para regresar a Francia, al Girondins de Burdeos.
Tras un par de temporadas discretas en el club francés, regresaría a su país natal para jugar en el equipo donde debutó como profesional, el Slavia Praga. Se retiró en el año 2009.
Smicer fue un jugador clave en los equipos donde ha militado, consiguiendo goles importantes, como el que marcó en la final de la Champions League 04/05 ante el poderoso Milan de Andriy Shevchenko y Kaká, partido que finalmente terminó con empate 3-3 (después de ir perdiendo en el descanso por 0-3) y que el Liverpool ganó en la tanda de penaltis, y, con ello, el trofeo. Smicer marcó el segundo gol de su equipo.

## Selección nacional

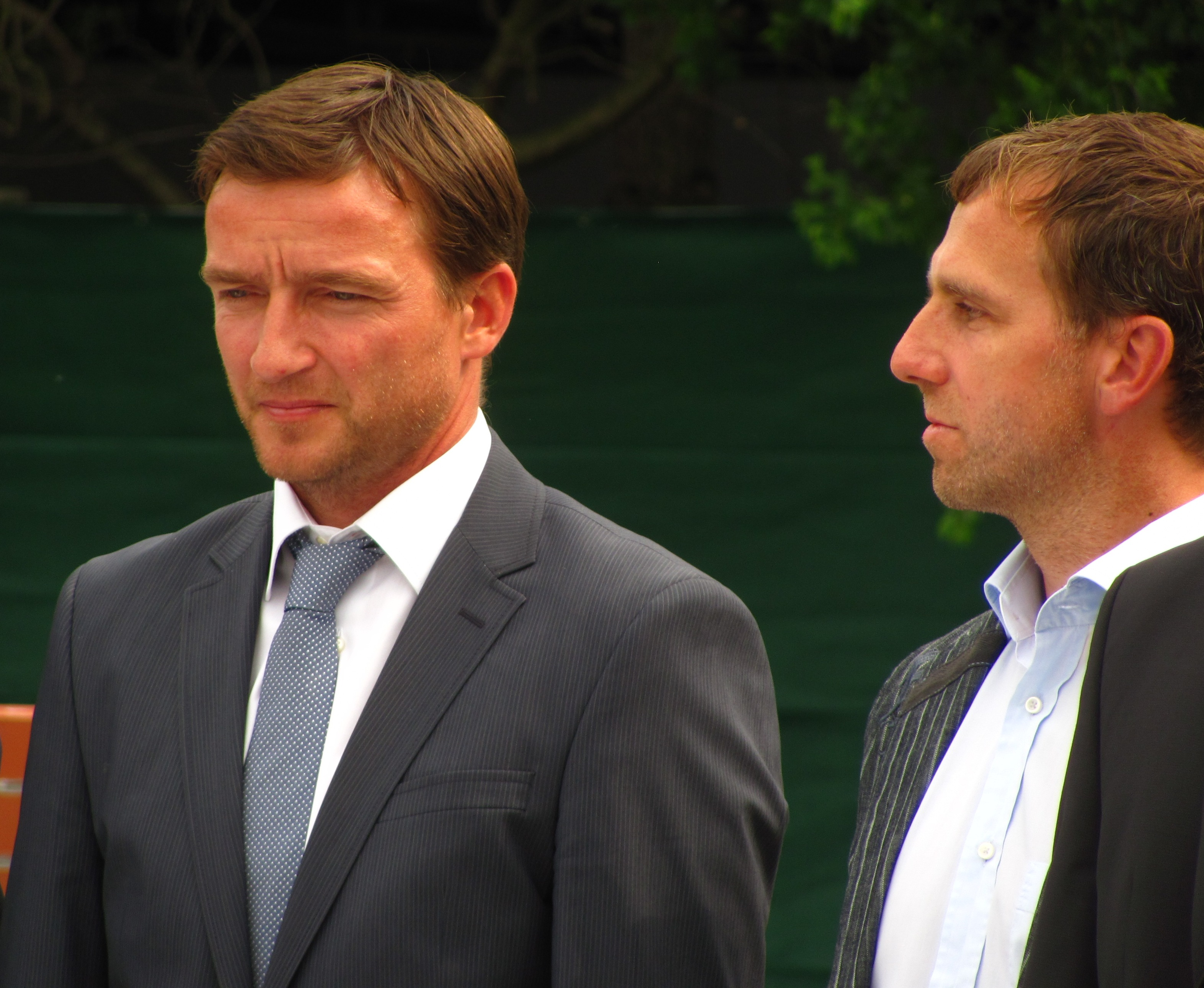
Smicer, junto a Poborsky, en el año 2012.

Ha sido internacional con la selección de la República Checa, con la que ha jugado 80 partidos internacionales y ha anotado 27 goles. También fue internacional con la selección de Checoslovaquia, aunque solo jugó 1 partido.
Formó parte de una gran generación de futbolistas checos, junto a Pavel Nedvěd, Karel Poborský y Patrik Berger, entre otros, que llevaron a su selección a la final de la Eurocopa 1996 celebrada en Inglaterra, final que acabarían perdiendo por 2 a 1 contra Alemania.
Participó también en las Eurocopas de 2000 en Bélgica y Países Bajos, y en la de 2004 en Portugal, consiguiendo marcar al menos un gol en cada uno de los 3 torneos, siendo de los pocos jugadores de la historia que lo han conseguido.
Sin embargo, se quedó fuera de la lista para el Mundial de Alemania 2006 a última hora, siendo sustituido por Libor Sionko. A pesar de que llevaba varios meses sin jugar debido a una lesión, el seleccionador Karel Brückner en principio contaba con él. De ese modo, se perdió la que fue la primera (y, hasta ahora, única) cita mundialista en la que participó su país después de la división de Checoslovaquia.
Tras este acontecimiento, abandonó la posibilidad de volver a la selección definitivamente, aunque en realidad su último partido defendiendo la camiseta checa fue un año antes, en 2005.

## Clubes
| Club                        | País            | Año         |
| --------------------------- | --------------- | ----------- |
| S. K. Slavia Praga          | República Checa | 1991 - 1996 |
| R. C. Lens                  | Francia         | 1996 - 1999 |
| Liverpool F. C.             | Inglaterra      | 1999 - 2005 |
| F. C. Girondins de Bordeaux | Francia         | 2005 - 2007 |
| S. K. Slavia Praga          | República Checa | 2007 - 2009 |

## Palmarés

### Torneos nacionales
| Título              | Club                  | País            | Año  |
| ------------------- | --------------------- | --------------- | ---- |
| 1. Liga             | Slavia Praga          | República Checa | 1996 |
| Ligue 1             | Racing Lens           | Francia         | 1998 |
| Copa de la Liga     | Racing Lens           | Francia         | 1999 |
| Football League Cup | Liverpool             | Inglaterra      | 2001 |
| FA Cup              | Liverpool             | Inglaterra      | 2001 |
| Football League Cup | Liverpool             | Inglaterra      | 2003 |
| Copa de la Liga     | Girondins de Bordeaux | Francia         | 2007 |
| Gambrinus Liga      | Slavia Praga          | República Checa | 2008 |
| Gambrinus Liga      | Slavia Praga          | República Checa | 2009 |

### Torneos internacionales
| Título                       | Club      | País     | Año     |
| ---------------------------- | --------- | -------- | ------- |
| Copa de la UEFA              | Liverpool | Alemania | 2000-01 |
| Liga de Campeones de la UEFA | Liverpool | Turquía  | 2004-05 |

- Datos: Q311342
- Multimedia: Vladimír Šmicer / Q311342